# Stone City
Stone City è un census-designated place (CDP) degli Stati Uniti d'America, situato nello stato dell'Iowa, nella contea di Jones. Secondo il censimento del 2020 gli abitanti di Stone City ammontavano a 186.

## Storia
La città venne fondata nel 1850 lungo il fiume Wapsipinicon, dove nella zona i coloni trovarono giacimenti di dolomite e calcare. Inizialmente la città era chiamata Anamosa Quarries ed in seguito divenne nota come Stone City Quarries. Verso la fine del 1800 vennero aperte diverse cave di calcare e con l'espansione del sistema ferroviario verso ovest la distribuzione di calcare aumentò, infatti il calcare di Stone City veniva utilizzato come materiale da costruzione per ponti ferroviari, piloni di ponti e fondamenta per grandi edifici. Si calcola che tra il 1859 ed il 1895 circa 150.000 vagoni ferroviari di calcare venivano inviate da Stone City ogni anno.

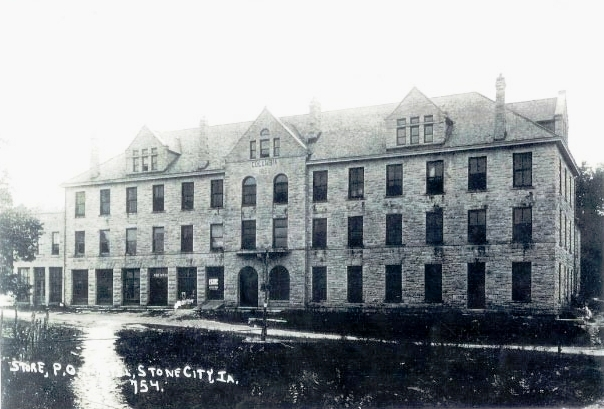
Columbia Hall

Con il prosperare dell'attività di estrazione del calcare, nacque una città di pietra mentre centinaia di persone si stabilirono nella zona. Vennero costruiti un complesso di tre piani, un hotel e un teatro dell'opera noto come Columbia Hall, che fu completato nel 1883 e realizzato con 500.000 tonnellate di pietra. Il teatro ospitò alcuni degli artisti più noti dell'epoca. Successivamente vennero erette una stazione ferroviaria, un ufficio postale, una scuola, una fucina, una torre dell'acqua e diverse case, tutte in pietra.

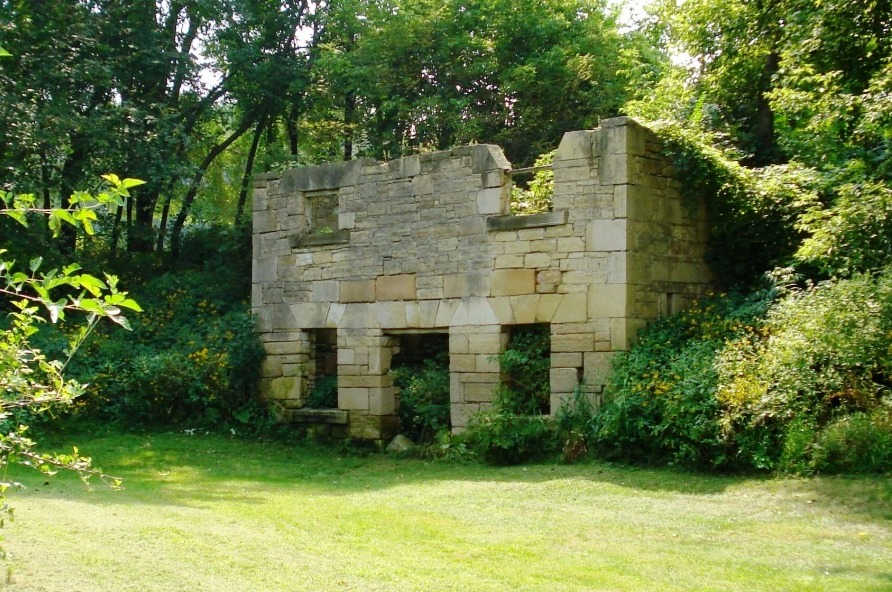
Rovine di Stone City

Nel 1905 iniziò la produzione di cemento Portland a Waterloo. L'uso del cemento Portland al posto della pietra ebbe un effetto negativo sull'economia di Stone City, tanto che una dopo l'altra le cave iniziarono a chiudere e durante il successivo mezzo secolo, la natura si riprese la maggior parte delle cave. La Columbia Hall fu acquistata negli anni '30 e demolita nel 1938 per utilizzare la pietra altrove.

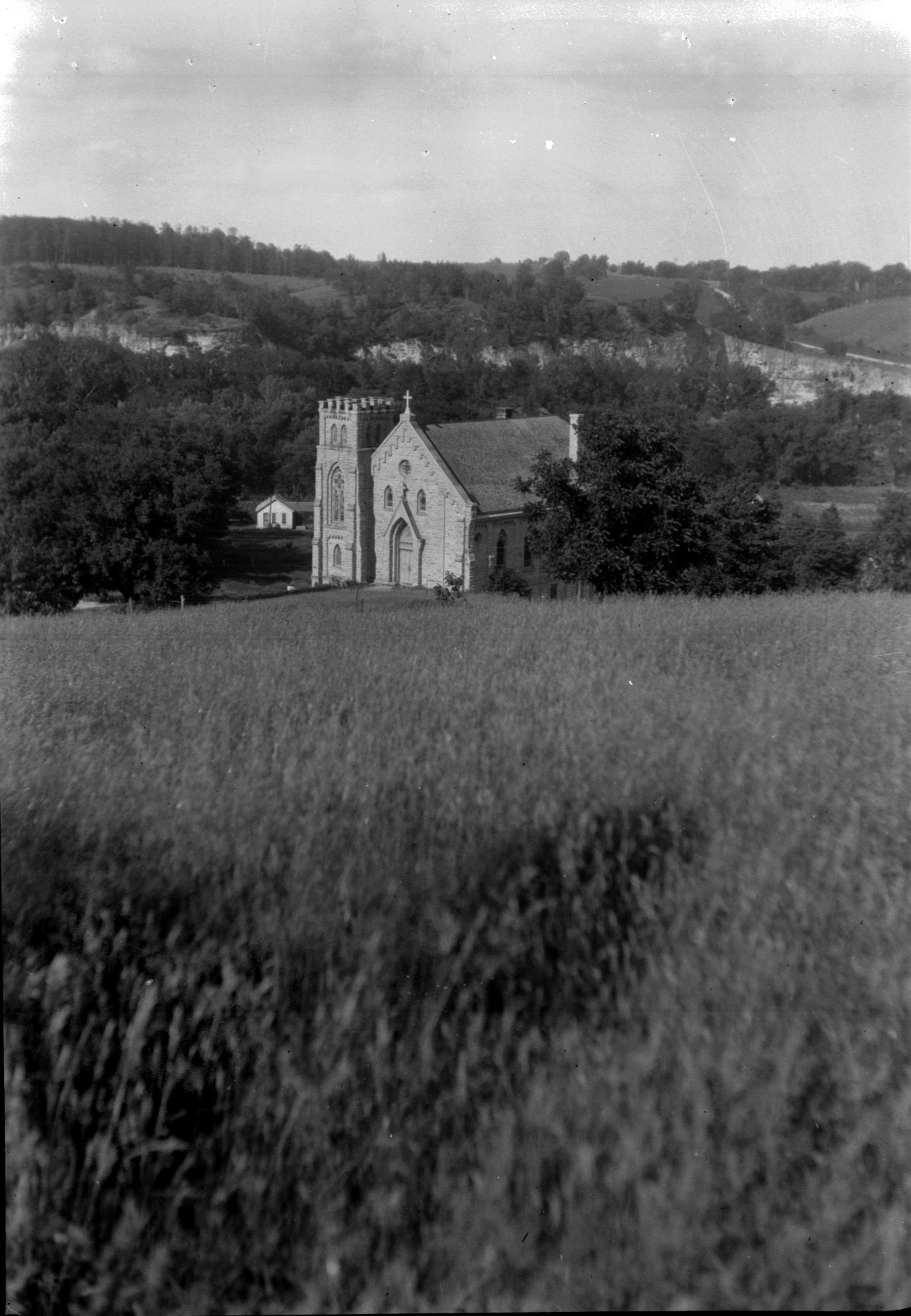
Foto della St. Joseph’s Catholic Church, scattata nel 1932, durante un raduno della Stone City Art Colony.

All'inizio degli anni '30 a Stone City venne fondata una colonia artistica da Edward Rowan, direttore della Little Gallery di Cedar Rapids, Adrian Dornbush e dal famoso artista locale Grant Wood. Rowan fu il principale facilitatore della creazione della colonia; il suo impegno per il progetto portò la Carnegie Corporation a investire 1000 dollari nella creazione della colonia. La Stone City Art Colony era pensata come alternativa alle colonie artistiche più affermate, consentendo agli artisti che si trovavano nel Midwest di avere un sito facilmente accessibile per la residenza. Molti di questi artisti produssero un gran numero di murales, che decorano ancora molti uffici postali ed edifici pubblici in Iowa.
La colonia fu sempre afflitta da difficoltà finanziarie; il 1933 fu la sua ultima estate, infatti a causa di queste difficoltà fu costretta a chiudere quell'autunno ed a vendere i suoi beni per pagare i debiti (Infatti la colonia non era mai diventata finanziariamente autosufficiente).
Nel corso del Novecento moltissimi vecchi edifici della città vennero preservati e molti degli edifici rimanenti sono stati inseriti nel National Register of Historic Places.
Nel 1952 le cave hanno vissuto una ripresa economica sotto un nuovo proprietario, hanno continuato a crescere e sono diventate tra le cave più grandi del Midwest. Le cave di Stone City ora spediscono pietre in tutti gli Stati Uniti: la pietra proveniente dalle rive del fiume Wapsipinicon può essere vista sia nelle vecchie che nelle nuove costruzioni, non solo in Iowa, ma in tutto il paese. Uno degli usi più recenti di questo calcare può essere visto nella nuova Walt Disney Concert Hall di Los Angeles.

## Cultura
La città di Stone City è stata rappresentata in un dipinto di Grant Wood nel 1930, che è ora esposto al Joslyn Art Museum di Omaha. Sebbene Wood non abbia incluso tutti gli edifici di Stone City all'epoca, molti degli edifici raffigurati nel dipinto sono ancora lì.